# National Highway 2
De National Highway 2 (NR2) is een snelweg in Myanmar die de grootste stad, Yangon, Pyay, Magway en de tweede stad, Mandalay, met elkaar verbindt.